# Репа Ганна Андріївна
Ганна Андріївна Репа (24 листопада 1938, місто Красноармійськ, тепер місто Покровськ Донецької області — ?, селище Очеретине Донецької області) — українська радянська діячка, доярка колгоспу «Червоний хлібороб» Ясинуватського району Донецької області. Депутат Верховної Ради УРСР 8—10-го скликань.

## Біографія
У 1954—1956 роках — ланкова колгоспу імені Леніна Красноармійського району Донецької області.
З 1956 року — доярка, обліковець молочнотоварної ферми колгоспу «40 років Жовтня» Ясинуватського району Донецької області.
Член КПРС з 1963 року.
З 1964 року — доярка колгоспу «Червоний хлібороб» («Октябрський») Ясинуватського району Донецької області.
Освіта середня.
Потім — на пенсії в селі Новобахмутівка Соловйовської сільської ради Ясинуватського району Донецької області.
Померла в селищі Очеретине Покровського району Донецької області. 

## Нагороди
- ордени
- медалі